# Parasitoide

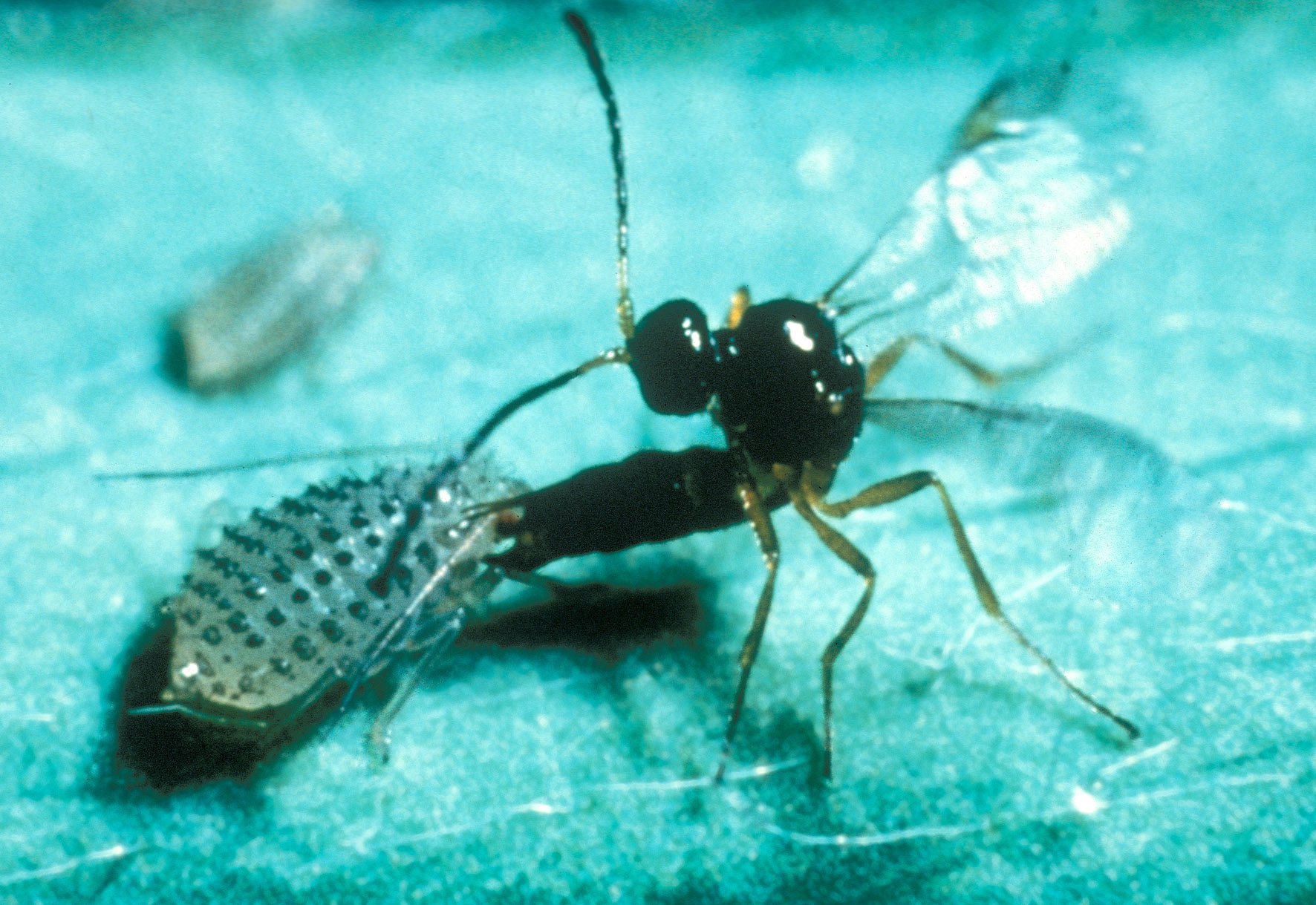
Uma vespa parasitoide a inserir o ovipositor no corpo de um afídeo da alfalfa.

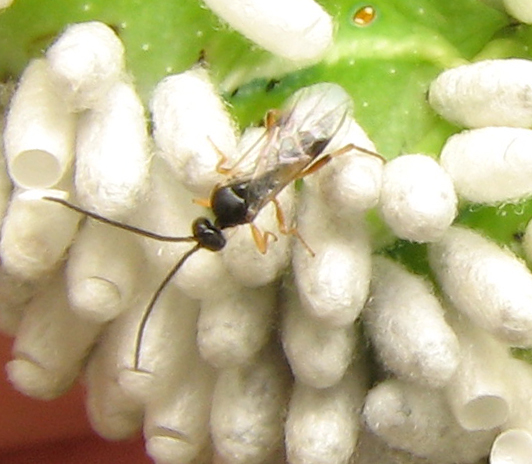
Endoparasitoide interno Cotesia congregata emergindo do casulo depois de ter parasitado internamente a ninfa de Manduca sexta.

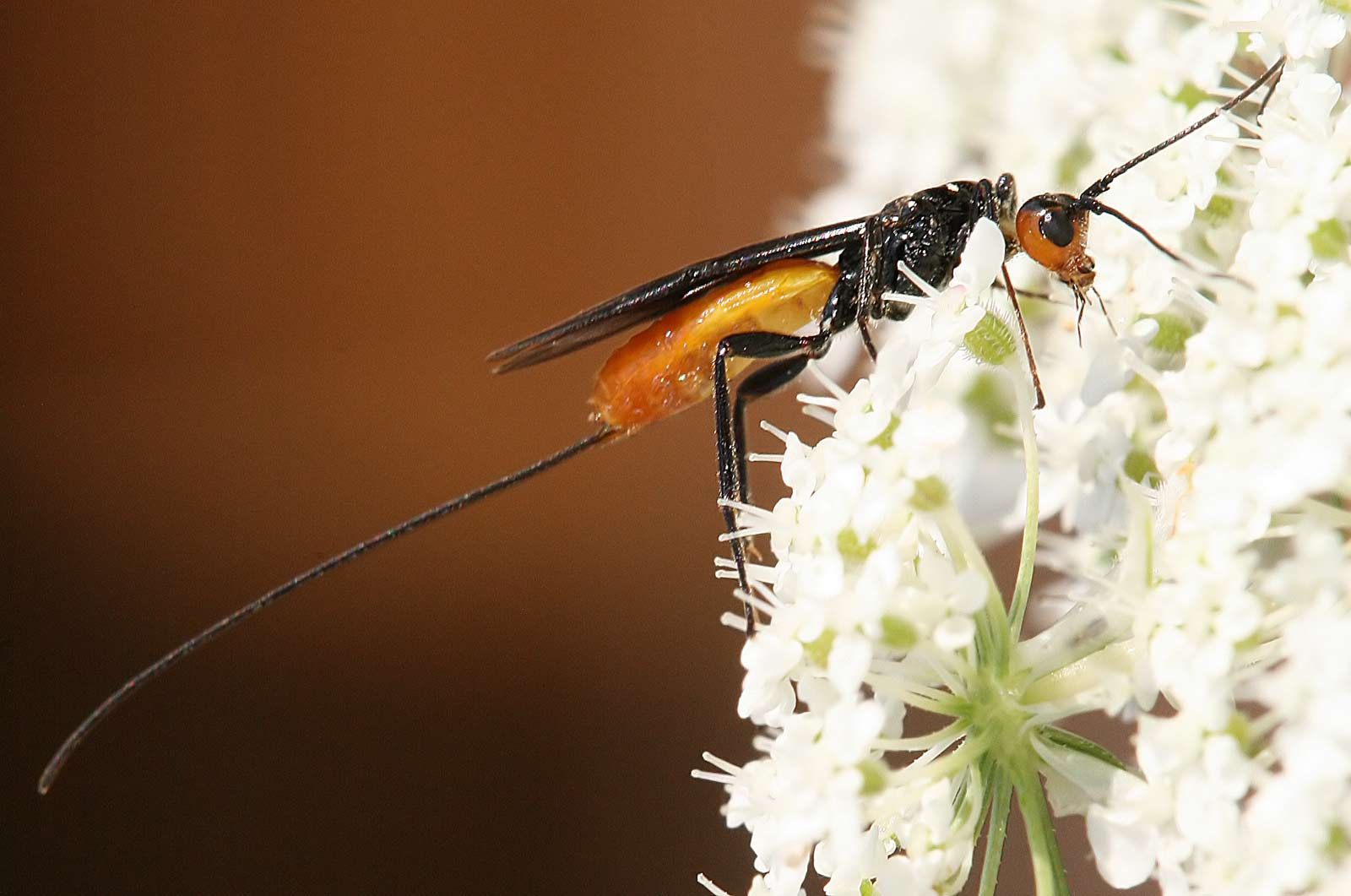
Vespa da família Braconidae, endoparasitoide de afídeos.

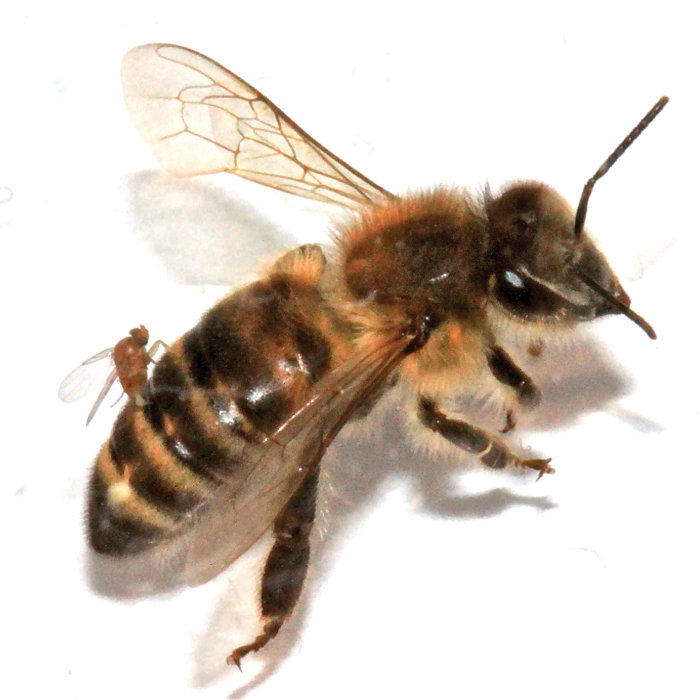
Fêmea de Apocephalus borealis ovipositando no abdómen de uma abelha.

Parasitoide é a designação dada em ecologia aos organismos que passam uma parte significativa de seu ciclo de vida agarrados a ou em interior do corpo de um único hospedeiro, numa relação cujo termo é invariavelmente a morte deste em consequência direta da ação parasitoide. Ao contrário do típico parasitismo, em que em geral o parasita retira os nutrientes necessários sem que os danos no hospedeiro sejam mortais e impeçam a reprodução, o parasitoidismo é uma estratégia evolucionária que tem sempre como prognose a morte do hospedeiro, que muitas vezes é consumido pelo parasitoide, normalmente antes de se reproduzir. São conhecidos parasitoides num largo espectro de taxa, incluindo microrganismos de vário tipos, plantas, crustáceos, insetos, e vertebrados, mas este tipo de relação parece mais frequente em organismos com crescimento populacional elevado, particularmente entre os Hymenoptera da subordem Apocrita (vespas), grupo em que ocorrem formas de vida parasitoide altamente especializadas. Muitos parasitoides coevoluíram com seus hospedeiros estando, por isso, dependentes de sua existência. Alguns parasitoides são utilizados para controlo biológico de pragas, assumindo relevância económica.

## Conceito e categorias de parasitoidismo

### Conceito
O termo "parasitoide" foi cunhado em 1913 pelo entomologista Odo Morannal Reuter, e adoptado e expandido na língua inglesa por William Morton Wheeler, a quem coubera a revisão do texto original. O termo foi inicialmente utilizado para descrever a estratégia dos organismos em que o parasita se desenvolve no interior ou no exterior do corpo de um único indivíduo hospedeiro, causando a sua morte, produzindo um adulto de vida livre. A partir dessa definição original, o conceito foi generalizado de diversas maneiras e foi sofrendo diferentes aplicações.
Na acepção inicial do termo, um parasitoide era um insecto cujas larvas se alimentam e se desenvolvem no interior (endoparasitas) ou na superfície (ectoparasitas) do corpo de outro artrópode. Cada larva de parasitoide desenvolve-se num só indivíduo, o hospedeiro, que termina matando. O parasitoide adulto é um insecto de vida livre que tanto pode ser herbívoro como predador. Nesta acepção, a maior parte dos parasitoides descritos são vespas (Hymenoptera), mas também existem moscas parasitoides (Diptera), umas poucas espécies de escaravelhos (Coleoptera), de traças (Lepidoptera) e de neurópteros (Neuroptera), tendo mesmo sido descrita uma espécie de tricóptero (Trichoptera) parasitoide.
O conceito original, apenas aplicado aos insectos, foi alargado a todas as relações ecológicas em que se verificassem, cumulativamente, as seguintes características distintivas:
1. No final do ciclo larval do parasitoide o hospedeiro morre, característica que diferencia os parasitoides dos outros tipos de parasitas;
2. Cada parasitoide utiliza apenas um hospedeiro durante o seu ciclo de vida, característica que diferencia o parasitoidismo da predação.

Assim, por definição, os parasitoides acabam por matar o seu hospedeiro, tipicamente antes deste ter produzido descendência. Em consequência, um organismo parasítico não letal, especialmente se for um fungo, é frequentemente classificado como um biótrofo, sendo neste caso um fungo parasitoide designado por necrótrofo.
Por outro lado, tendo em conta a inevitabilidade da morte do hospedeiro, no parasitoidismo existem duas estratégias básicas, ambas letais, mas permitindo maior ou menor desenvolvimento do hospedeiro após o início da parasitoidia: (1) a idiobiontia; e (2) a cenobiontia (ou coinobiontia).
Os parasitoides idiobiontes impedem qualquer desenvolvimento do hospedeiro após a parasitação inicial, a qual envolve tipicamente uma fase imóvel da vida do hospedeiro, como por exemplo a fase de pupa ou ovo, ou a sua imediata imobilização por via bioquímica. Os idiobiontes vivem, quase sem excepção, no exterior do hospedeiro.
Os parasitoides coinobiontes permitem ao hospedeiro continuar o seu desenvolvimento enquanto se alimentam dele e, normalmente, não o matam nem o consomem até o hospedeiro estar pronto para pupar ou tornar-se adulto. Isto implica normalmente viver com um hospedeiro móvel e activo e podem parasitar qualquer das fases do ciclo de vida do hospedeiro. Os coinobiontes podem subdividir-se em endoparasitoides e ectoparasitoides. Os primeiros desenvolvem-se no interior do corpo do hospedeiro e os segundos no exterior (no entanto estão frequentemente agarrados ou no interior dos tecidos da presa).
Não é raro um parasitoide ser hospedeiro de uma cria de outro parasitoide. O nome adequado para este último parasitoide é parasitoide secundário ou hiperparasitoide, pois tanto o parasitoide primário como o hospedeiro são mortos em consequência directa do parasitoidismo.
Cerca de 10% das espécies de insectos descritos são parasitoides embora, devido à falta de conhecimentos deste grupo, a percentagem possa subir até aos 20%. Há quatro ordens de insectos que são particularmente conhecidas pelos seus parasitoides: Hymenoptera, Diptera, Strepsiptera e Coleoptera. Os parasitoides himenópteros são, de longe, os mais numerosos. Actualmente conhecem-se cerca de 68 000 espécies de parasitoides e estima-se que o número total de espécies parasitoides atinja cerca de 800 000.
Os parasitoides são em geral muito mais específicos que os predadores e, tendo vida livre na fase adulta (reprodutiva), ao contrário dos parasitas podem dispersar-se activamente em busca de hospedeiros para a geração seguinte. Por estas razões apresentam grande importância como agentes de controlo biológico de insectos praga, principalmente na agricultura. Um claro exemplo de utilização de um parasitoide em agricultura é o uso do himenóptero Eretmocerus mundus que parasita a exemplares da mosca-branca-do-tabaco Bemisia tabaci.

### O parasitoidismo no contexto do parasitismo
São reconhecidas seis estratégias evolutivamente estáveis principais dentro do parasitismo: (1) o parasitoidismo; (2) a castração parasítica; (3) o parasitismo de transmissão directa; (4) o parasitismo de transmissão trófica; (5) o parasitismo transmitido por um vector; e (6) a micropredação. Neste contexto, o parasitoidismo, como aliás cada uma das restantes estratégias evolutivas, é um mero pico adaptivo, com muitas possíveis estratégias intermédias num continuum sem fronteiras claramente definidas. Ainda assim, organismos pertencentes a muitos grupos taxonómicos diferentes e em contextos ecológicos muitos variados têm convergido de forma consistente numa destas seis estratégias.
Admitindo a existência deste continuum, não existe uma separação clara entre parasitismo convencional e parasitoidismo. Muitas espécies de verdadeiros parasitas podem causar a morte do seu hospedeiro se, por exemplo, o número de parasitas a atacar o hospedeiro for avassalador ou se o hospedeiro estiver em más condições de nutrição ou saúde por razões que podem não ser consequência directa do parasitismo. Outra possível causa de morte do hospedeiro induzida pelo parasitismo podem ser o desenvolvimento de outras circunstâncias detrimentais, tais como as infecções secundárias. Por exemplo, a presença de ácaros sugadores de sangue no ninho em elevado número pode afectar de tal forma aves, como as andorinhas, ao ponto de inviabilizar o sucesso reprodutivo, impedindo as crias de emplumar e abandonar com sucesso o ninho.
Nas suas formas extremas, o parasitismo convencional e o parasitoitismo são distintos: não há dúvida que a larva de uma vespa caçadora de aranhas da família Pompilidae se comporta mais como um parasitoide, ou mesmo como um predador, do que como um parasita; seguindo uma lógica similar, os mosquitos-pólvora da família Ceratopogonidae que sugam linfa de insectos maiores são claramente ectoparasitas, mas muitas formas intermédias existem e são difíceis de categorizar.
No extremo oposto, o parasitoidismo aproxima-se gradualmente da predação. As diferenças entre as formas de interacção com o hospedeiro de várias vespas caçadoras é ilustrativa desta gradação. As vespas sociais predadoras caçam moscas, lagartas e similares, capturam e matam a presa, e transportam a carcaça para o ninho para alimentar os seus juvenis. Da mesma forma, algumas vespas solitárias, tais como as do género Philanthus, ferroam a presa, por vezes fatalmente, antes de a guardar, geralmente inteira, no ninho ou numa escavação para que os seus juvenis se alimentem dela. Em contraste, as vespa caçadoras solitárias protelianas mais conhecidas ferroam a presa para a paralisar antes de a armazenar no ninho para alimento dos seus juvenis. Outras vespas paralisam a presa sobre as plantas, ou em outros ambientes onde se alimentam, andes de fazerem a postura, deixando os ovos nas proximidades, de forma a que os juvenis ao eclodirem se alimentem in loco da presa paralisada.
Alguns insectos parasitoides fazem a postura de forma que as larvas ao eclodirem dos ovos possam de imediato localizar autonomamente a presa. Exemplos deste tipo de estratégia ocorrem entre as moscas das famílias Tachinidae e Bombyliidae, frequentemente acompanhadas por sofisticadas adaptações fisiológicas e estratégicas.

### Alterações comportamentais do hospedeiro
Numa estratégia similar à seguida por alguns parasitas, especialmente endoparasitas, alguns parasitoides induzem alterações comportamentais no hospedeiro. Os comportamentos induzidos visam favorecer a propagação do parasitoide, quase sempre à custa da vida do hospedeiro.
Um exemplo espectacular ocorre com a infestação pelo tremátode da espécie Dicrocoelium dendriticum, um parasita de ovinos, bovinos, cervídeos e coelhos, alojando-se no fígado, e que raramente infecta humanos. A espécie inicia o seu ciclo de vida como parasitoide de várias espécies da família Formicidae, levando a que as formigas infestadas morram subindo para as extremidades de folhas de gramíneas, posição em que aumenta probabilidade de herbívoros as ingerirem, permitindo assim completar o ciclo de vida do tremátode no seu hospedeiro definitivo. Uma estratégia similar é seguida por insectos parasitoides da ordem Strepsiptera, que também infestam formigas, que ao maturarem, induzem o hospedeiro a subir pelas plantas e a dependurar-se nas partes mais altas da vegetação, posição que coloca a formiga em levado risco de predação, mas que favorece a emergência do insecto.
Outras espécies de endoparasitoides induzem os espécimes infectados de bicho-de-conta (Oniscidea) e de Amphipoda terrestres, como os Talitridae, a correr em espaços abertos durante o dia, onde predadores, especialmente aves, os possam capturar e ingerir, permitindo assim a continuação do seu ciclo de vida.
O vírus da raiva afecta o sistema nervoso central do hospedeiro, levando à sua morte, mas ajudando a dispersão do vírus ao alterar o seu comportamento aumentando a agressividade.
A paralisia infligida no hospedeiro por algumas carraças moles (Argasidae) pode ser também interpretada como uma indução comportamental, evitando que o hospedeiro se afaste enquanto a carraça se alimenta.

### Categorias de parasitoidismo
O parasitoidismo pode ser classificado de diversas formas, tendo em conta características como o número de parasitoides por hospedeiro, a posição do parasitoide no corpo do hospedeiro ou a fase do ciclo de vida do hospedeiro na qual o ataque pelo parasitoide ocorre. As seguintes classes são frequentemente utilizadas:
Posição no corpo do hospedeiro
- Endoparasitoide — parasitoide que se alimenta e desenvolve no interior do corpo do hospedeiro;
- Ectoparasitoide — parasitoide que se alimenta e desenvolve no exterior do corpo do hospedeiro, em geral fixo ou inserido no sistema tegumentar do hospedeiro;
- Mesoparasitoide — a larva do parasitoide alimenta-se e desenvolve-se dentro e fora do hospedeiro.

Número de parasitoides por hospedeiro
- Parasitoide solitário — apenas uma larva do parasitoide completa o seu desenvolvimento em cada indivíduo hospedeiro;
- Parasitoide gregário — várias larvas do parasitoide completam o seu desenvolvimento em cada indivíduo hospedeiro, podendo nalguns casos serem centenas e todas atingirem pleno desenvolvimento.

Fase do ciclo de vida em que atacam o hospedeiro
- Parasitoide de ovos — o parasitoide desenvolve-se no ovo do hospedeiro;
- Parasitoide de larvas — o parasitoide desenvolve-se na larva do hospedeiro;
- Parasitoide de  pupas — o parasitoide desenvolve-se na pupa do hospedeiro;
- Parasitoide de  ninfas — o parasitoide desenvolve-se na ninfa do hospedeiro;
- Parasitoide de adultos — o parasitoide desenvolve-se na fase adulta do hospedeiro.

Relação com outros parasitoides
- Parasitoide primário — uma espécie que se desenvolve exclusivamente sobre hospedeiros não parasitados;
- Parasitoide secundário ou hiperparasitoide — um parasitoide que parasita outro parasitoide, existindo vários níveis de hiperparasitoidismo;
  - Hiperparasitoide facultativo — actua como parasitoide, podendo em função da necessidade ou oportunidade actuar como hiperparasitoide;
  - Hiperparasitoide obrigatório — necessita obrigatoriamente de se desenvolver a expensas de um parasitoide;

Escolha de hospedeiro
- Parasitoidismo múltiplo — mais de uma espécie de parasitoides vivem no mesmo hospedeiro, no interior ou exterior do corpo, sendo que geralmente apenas um sobrevive embora, raramente, mais de uma espécie consiga completar o desenvolvimento (p. ex. Trichogramma);
- Superparasitoidismo — vários indivíduos de uma mesma espécie de parasitoides desenvolvem-se num mesmo hospedeiro, sendo esta situação mais comum com endoparasitoides solitários, situação em que ocorre a destruição ou supressão fisiológica das larvas ou ovos excedentes, resultando em geral na sobrevivência de apenas um indivíduo dominante;
- Autoparasitoidismo ou adelfoparasitoidismo — uma espécie de parasitoide é parasita da própria espécie (um exemplo ocorre na espécie Coccaphagus scutellaris na qual o macho é parasitoide obrigatório da fêmea);
- Cleptoparasitoidismo — um parasitóide ataca apenas hospedeiros vulneráveis, já estejam parasitados por outras espécies, sendo que no caso de multiparasitoidismo, onde há competição entre espécies, o cleptoparasitoide geralmente domina, apesar de não hiperparasitoide;
- Parasitoides heterónimos — a fêmea e o macho de uma espécie parasitoide escolhem tipos de hospedeiros diferentes;
- Parasitoides poliembrionais — o adulto coloca um ovo (ou outro tipo de propágulo) no hospedeiro, que se divide em múltiplos propágulos que têm desenvolvimento independente, produzindo múltiplos indivíduos;

Forma de exploração do hospedeiro
- Parasitoide cenobionte (ou coinobionte) — no momento da postura ou inoculação o parasitoide não mata o hospedeiro, permitindo que o hospedeiro se continue a alimentar e desenvolver em tamanho, sendo a larva do parasitoide que causa a morte do hospedeiro após o termo do seu desenvolvimento;
- Parasitoide idiobionte — o hospedeiro não se alimenta após a parasitação pelo que o parasitoide apenas dispõe dos recursos que o hospedeiro tenha no momento da oviposição ou inoculação para completar o seu desenvolvimento (são considerados parasitoides idiobiontes os parasitoides de ovos, pupas e adultos, sendo os últimos em muitos casos paralisados durante a oviposição). Estão neste caso os ecto ou endoparasitoides de ovos e pupas, os quais matam os hospedeiros antes da emergência e se desenvolvem em hospedeiros paralisados ou mortos.

## Grupos taxonómicos

### Microorganismos

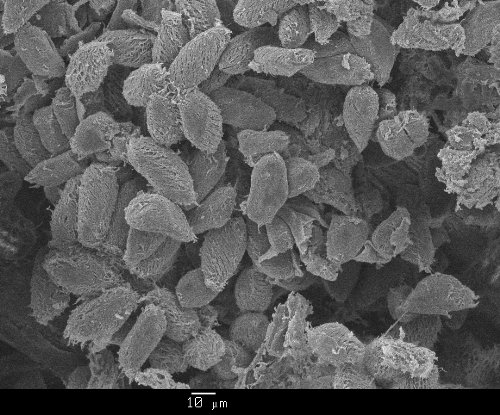
Imagem de microscopia electrónica de varrimento de ciliados endoparasitoides do género Collinia, que causa mortalidade em masse em krill.

Alguns parasitoides microbianos esgotam a maioria dos recursos do hospedeiro que este morre, mas alguns exploram o hospedeiro de forma eficiente enquanto vivo.
Entre os patógenos parasitoides microbianos dos insectos conta-se a microsporidiose na forma de nosema em Bombyx mori (o bicho-da-seda), uma infecção com alta virulência na qual os tecidos da vítima contêm enormes quantidades de esporos infecciosos. Com eefeito, neste tipo de infecção, o patógeno no seu papel de parasitoide utiliza a maioria dos recursos do hospedeiro para se reproduzir e propagar os seus descendentes.
De forma similar, muitos vírus propagam-se no interior da célula hospedeira até que esta se rompe, fisicamente causando a ruptura das membranas celulares.
Fungos parasitoides, como as espécies do grupo Entomophthora apresentam um aperfeiçoamento desta estratégia, aproveitando ao máximo os recursos do hospedeiro: tendo infectado e causado a morte do hospedeiro, em geral um insecto, continuam a crescer na carcaça e a libertar esporos até esgotar completamente os recursos da vítima.

### Plantas

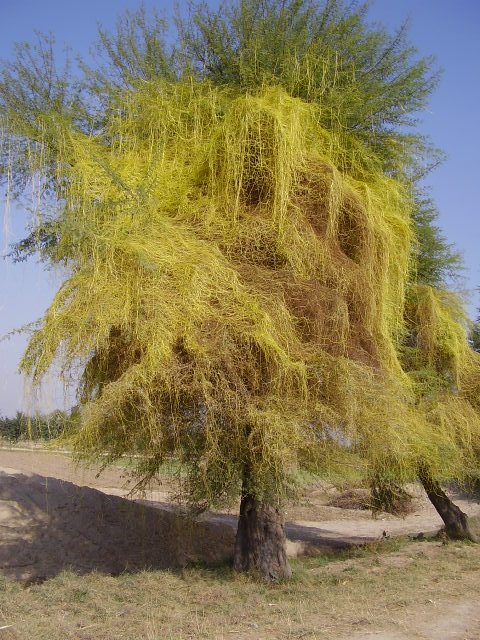
Acácia recoberta por uma Cuscuta parasitoide.

Entre as plantas com comportamento parasitoide incluem-se várias espécies do género Cuscuta, que parasitam indiscriminadamente uma grande variedade de plantas hospedeiras, debilitando e matando os ramos infestam, em geral acabando por matar toda a planta hospedeira.
Os viscos de famílias como as Santalaceae e Loranthaceae em geral agem como parasitas, mas ao acumularem-se sobre a árvore hospedeira acabam por reduzir o seu crescimento e eventualmente provocar a morte, por vezes após décadas de infestação. Nestas condições, o visco assume um papel intermédio entre um clássico parasita e um parasitoide. Em raras circunstâncias, plantas hemiparasíticas podem manter suficiente actividade fotossintética para suportar o sistema radicular de uma arbusto ou pequena árvore hospedeira durante vários anos após terem provocado a morte de toda quase totalidade da parte aérea do hospedeiro.
Uma estratégia similar que, apesar de dificilmente poder ser considerada um exemplo de parasitismo ou de parasitoidismo no sentido clássico, também resulta na privação da planta hospedeira de recursos vitais como espaço, suporte e luz, é a seguida pelas denominadas figueiras estranguladoras. Estas lianas do género Ficus germinam como epífitas e crescem em torno do tronco da planta hospedeira, emitindo raízes que chegam ao solo. Ao longo de décadas vão envolvendo e apertando o hospedeiro de tal forma que o privam de luz e de espaço até provocarem a sua morte. O estrangulador acaba muitas vezes por substituir inteiramente a árvore parasitada, já que o tronco e ramos deste acabam por apodrecer e desaparecer, deixando uma abertura na estrutura da Ficus, a qual se mantém erecta no lugar da árvore original cujo espaço ocupou na floresta.

### Crustáceos
Existem um elevado número de espécies de Crustacea que são parasitas ou parasitoides, seguindo um grande número de estratégias e afectando hospedeiros pertencentes a muitos grupos taxonómicos. Contudo, a maioria dos crustáceos parasitas e parasitoides tende a seguir estratégias que são relativamente pouco agressivas para o hospedeiro, na maior parte dos casos apenas ocasionalmente causando a morte do hospedeiro, ou seja agindo como parasitas e não como parasitoides.
Entre os copépodes da família Ergasilidae conhecidos por piolhos-das-guelras, a maioria das fêmeas adultas vive como parasitas nas guelras de peixes, ocasionalmente causando danos suficientes para matar o peixe hospedeiro ou para o enfraquecer o suficiente para impedir a reprodução. Os cirrípedes do género Sacculina inserem-se no corpo de caranguejos e convertem-se em "sacos" produtores de ovos. Esta estratégia impede o normal funcionamento do sistema reprodutivo do hospedeiro, funcionando como uma castração parasítica.

### Insectos

Vários endoparasitoides da traça Phauda flammans.

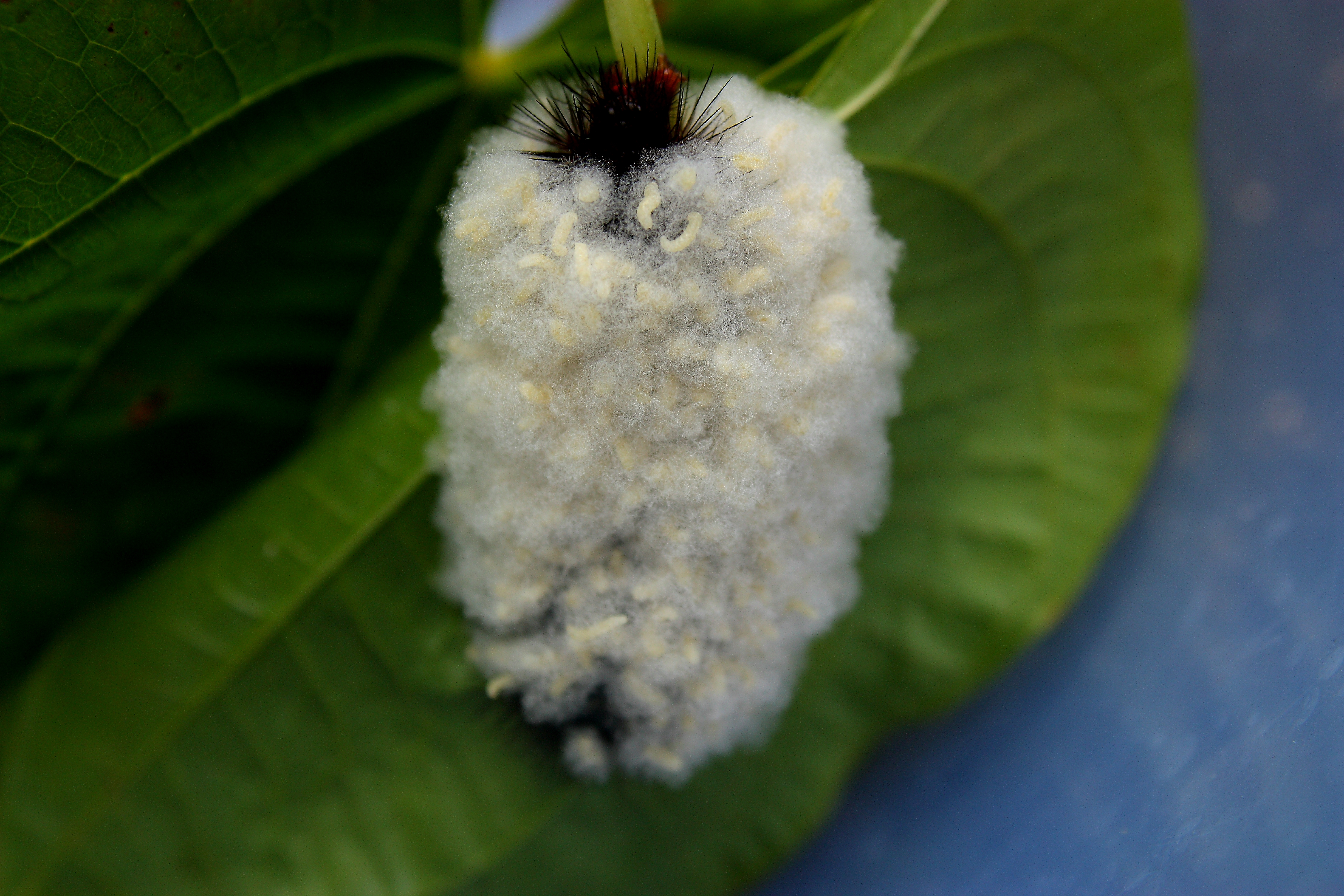
Casulos de vespas Braconidae sobre uma larva de Hypercompe scribonia (traça-leopardo).

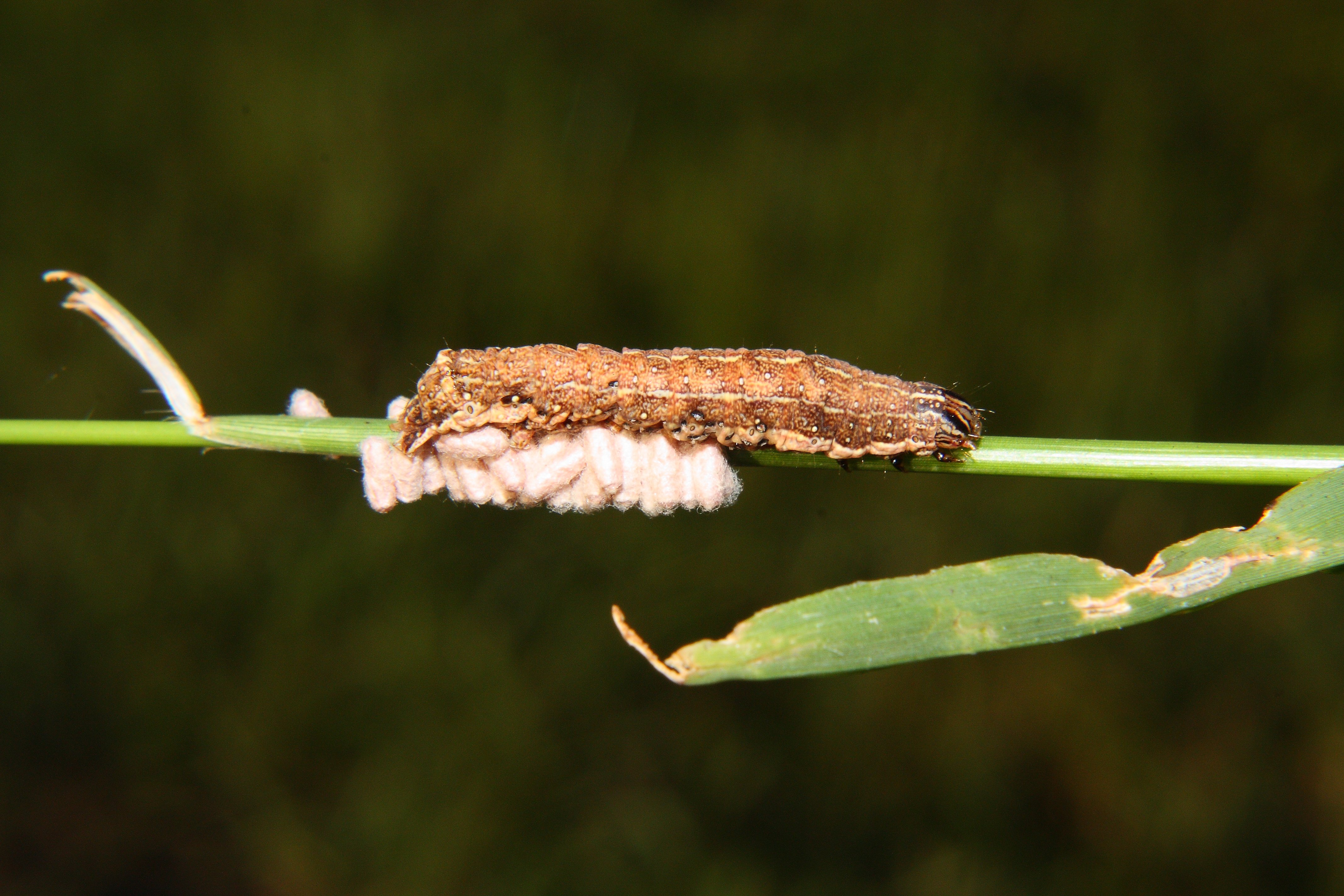
Parasitoide coinobionte sobre uma larva de lepidóptero.

Aproximadamente 10% das espécies descritas de insectos são parasitoides, existindo quatro ordens de insectos com muitas espécies que se especializaram neste tipo de ciclo vital. A maioria são da ordem  Hymenoptera, no grupo conhecido por Parasitica ou subordem Apocrita. Entre os membros deste agrupamento, os grupos mais numerosos são as superfamílias Chalcidoidea e Ichneumonoidea (vespas icneumónidas), seguidos pelas superfamílias Proctotrupoidea e Platygastroidea.
Para além dos membros do agrupamento Parasitica, há outras linhagens de himenópteros com espécies parasitoides, tais como as superfamílias Chrysidoidea e Vespoidea, para além dos casos menos comuns na família Orussidae (da subordem Symphyta) e da espécie Elasmus polistis (subfamília Elasminae) que parasita Polistes exclamans.
Os dípteros (ordem Diptera) incluem várias famílias de moscas parasitoides, sendo que a que contém maior número de espécies é a família Tachinidae. Ocorrem muitos casos em outras famílias mais pequenas, como Pipunculidae e Conopidae. Outras famílias de dípteros (moscas) incluem algumas espécies protelianas. Por exemplo, a família Phoridae inclui múltiplas espécies que são parasitoides de formigas, e algumas espécies de moscas da família Sarcophagidae (superfamília Oestroidea), tais como a espécie Emblemasoma auditrix, são parasitoides de cicadas, localizando os hospedeiros pelo som.
Outras ordens com elevado número de parasitoides são Strepsiptera, um pequeno grupo composto exclusivamente por espécies parasitoides que esterilizam os seus hospedeiros. Também a ordem Coleoptera (escaravelhos) inclui pelo menos duas famílias, Ripiphoridae e Rhipiceridae, onde a maioria das espécies são parasitoides, e a família Staphylinidae com o género Aleochara parasitoide.
Uns poucos membros de outras ordens também são parasitoides, com destaque para a família Epipyropidae da ordem Lepidoptera, com ectoparasitoides de Fulgoroidea e cicadas. De forma mais elaborada, as espécies do género Cyclotorna iniciam o seu crescimento parasitando insectos fitófagos e termina alimentando-se de larvas de formiga no interior dos formigueiros.
Os parasitoides himenópteros podem ter ciclos de vida muito particulares. Numa família, Trigonalidae, a vespa fêmea deposita os ovos em pequenas bolsas criadas pelo seu ovipositor no bordo das folhas. Quando uma lagarta se alimenta dessas folhas, ingere alguns ovos, que chegam ao intestino da lagarta onde eclodem, perfuram a parede intestinal e se alojam na cavidade abdominal. Ali buscam outras larvas parasitoides e alimentam-se delas. São parasitoides secundários ou hiperparasitoides.
Algumas larvas de trigonálidos usam lagartas ou larvas que são predadas por vespas sociais. Após captura pela vespa, a lagarta ou larva serve como meio de transporte ao parasitoide ao serem levadas aos ninhos das vespas, onde são ingeridas pelas larvas da vespa predadora, as quais ficam infestadas pelo parasitoide.
Outro exemplo é uma vespa do género Ichneumon, a espécie Ichneumon eumerus, que parasita a borboleta Phengaris rebeli procurando directamente, através do odor, formigueiros do género Myrmica que as larvas da borboleta já tenham parasitado, ovopositando directamente nas larvas de P. rebeli. Quando os ovos da vespa eclodem, alimentam-se da carcaça da lagarta morta.

### Vertebrados

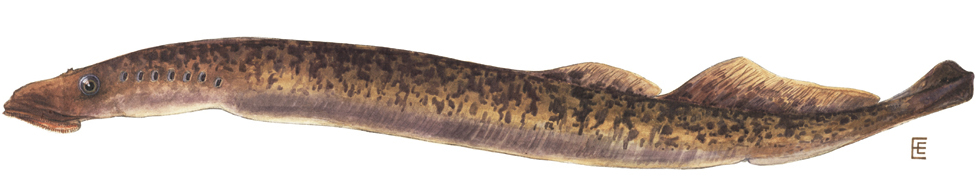
Lampreia da espécie Petromyzon marinus.

O parasitoidismo entre os vertebrados é relativamente incomum, ocorrendo maioritariamente entre organismos aquáticos, embora entre aves que parasitam os ninhos de outras aves ocorram estratégias que satisfazem os requisitos de parasitoidismo ao resultarem quase sempre na morte dos juvenis do hospedeiro.
O caso mais conhecido de parasitoidismo entre vertebrados ocorre com as lampreias, as quais podem estabelecer relações de parasitismo ou de parasitoidismo consoante causem ou não a morte ao hospedeiro. A maioria das espécies são meramente parasíticas, maioritariamente ectoparasitas de peixes de água doce, que ao raspar a pele do hospedeiro para sugar sangue infligem apenas danos superficiais. Contudo as lampreias-marinhas do género Petromyzon marinus inflige feridas profundas no hospedeiro, causando danos musculares e perda de sangue que em geral atingem severamente o hospedeiro, afectando a sua capacidade reprodutiva ou provocando a morte.
Os blenídeos da espécie Aspidontus taeniatus parasitam a relação de simbiose de limpeza entre alguns peixes limpadores e os seus peixes clientes. Nessa estratégia, o blenídeo ataca o peixe cliente após se aproximar fazendo-se passar por um peixe limpador. O ataque consiste numa mordedura profunda que arranca pele e tecido muscular. Os clientes por vezes morrem e quando sobrevivem passam a reagir violentamente à aproximação dos peixes limpadores, deixando de confiar na relação simbiótica, do que resulta a médio prazo a morte do indivíduo.
Outra forma de parasitismo que se aproxima da parasitoidia ocorre entre os Perissodini, uma tribo de Cichlidae do Lago Tanganyika. Sete espécies do género Perissodus são especializadas em comer as escamas de outros peixes, estando dotadas de dentes com variadas adaptações para arrancar pedaços de pele com as escamas agarradas. Pelo menos algumas das espécies apresentam adaptações comportamentais destinadas a permitir a aproximação aos potenciais hospedeiros. Uma das adaptações que apresentam é uma mandíbula assimétrica que permite mordeduras laterais quando passam junto à vítima. Neste caso há uma selecção contínua para a assimetria que correntemente é menos frequente na população, já que os peixes hospedeiros estão mais alerta para se defenderem no lado em que foram já atacados.
O estilo de vida dos ciclídeos atrás descritos é reminiscente da estratégia adoptada pelos esqualos do género Isistius, um grupo de pequenos tubarões que se alimenta cortando porções quase circulares da pele e dos tecidos superficiais de baleias e outros cetáceos e de grandes peixes, que morde ao passar utilizando dentes especialmente adaptados para esse fim. Isistius species have been referred to as partly ectoparasitic, Num comportamento que os coloca nos limites do parasitoidismo, muitas vezes as mordeduras são tão graves e frequentes que acabam por matar o hospedeiro, o que por definição é parasitoidia.
O candiru (Vandellia cirrhosa) e outros peixes da família Trichomycteridae, subfamílias Vandelliinae e Stegophilinae, apresentam exemplos pouco usuais de parasitismo entre vertebrados, e ocasionalmente parasitoidismo. Estes peixes penetram nos orifícios corporais de outros animais e nalguns casos perfuram orifícios na pele de peixes maiores onde se inserem parcialmente. Apesar desta inserção ser aparentemente para transporte e protecção, algumas espécies são hematófagas, sendo comum entrarem na cavidade branquial de grandes peixes, alimentando-se aí de sangue retirado dos filamentos branquiais. Quando ocorre uma grande infestação, o hospedeiro pode morrer, o que corresponde a parasitoidia.
Entre as aves, o parasitismo de ninhada é praticado por diversas espécies, entre as quais os membros das famílias Cuculidae (cucos), Indicatoridaes, Icteridae (Molothrus) e outros grupos. São parasitoides, já que muitas vezes fazem com que os pintos do hospedeiro morram de fome ao competir com eles por alimento, enquanto outros removem do ninho os ovos e os juvenis do hospedeiro ao colocar os seus ovos nos ninhos de acolhimento (por vezes comendo os ovos removidos). Noutros casos são os juvenis do parasita que ao eclodirem ejectam ou matam os ovos ou pintos do hospedeiro. Alguns juvenis de aves parasitas apresentam o bico com ganchos adaptado para o ataque aos ovos e pintos da ave de acolhimento. Esses ganchos desaparecem antes destas aves abandonarem o ninho.

## Parasitoides no controlo biológico

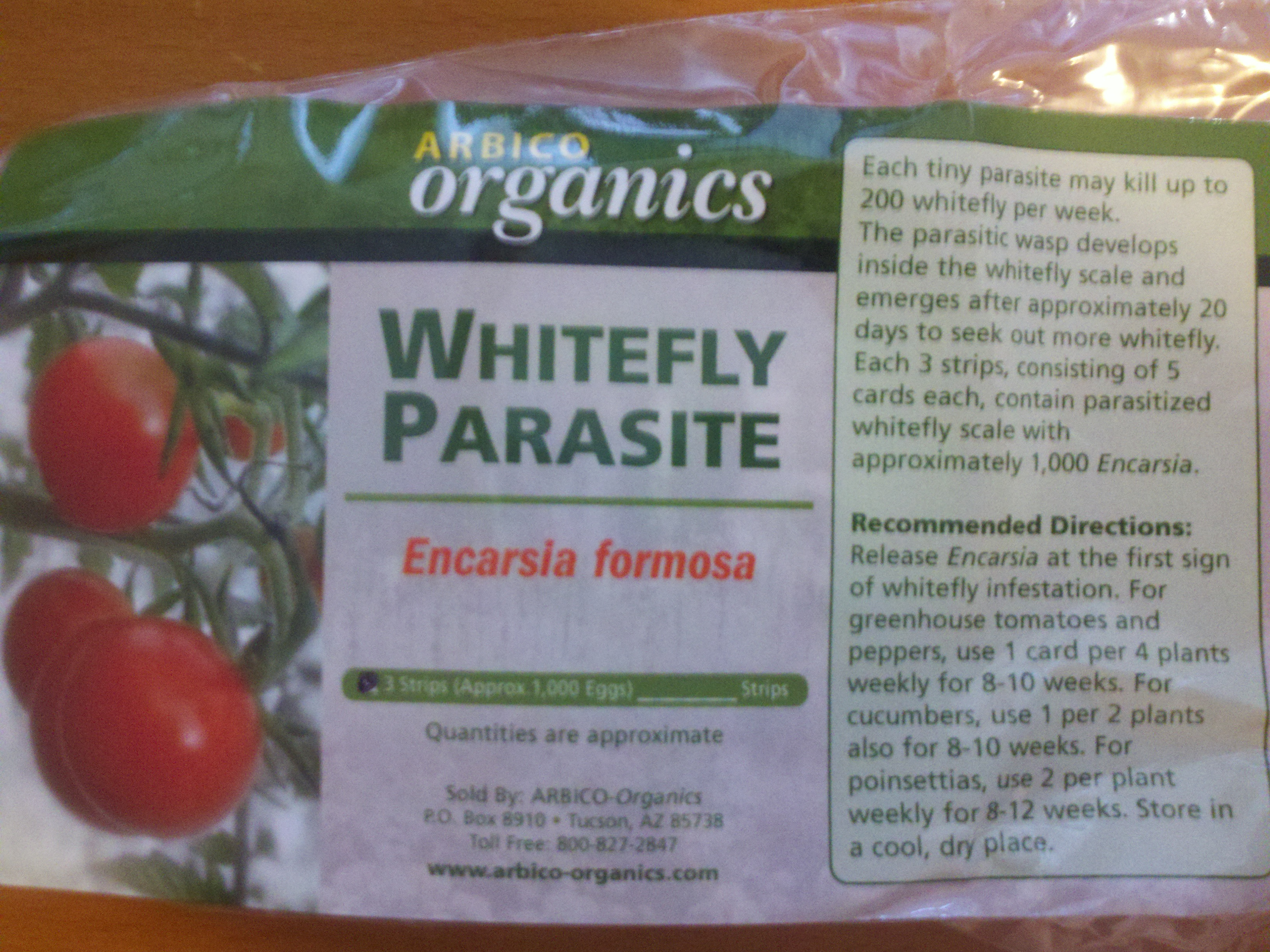
Encarsia formosa (Chalcidoidea), produzida comercialmente para controlo biológico da mosca-branca em estufas.

Os parasitoides, especialmente os insectos parasitoides, estão entre os organismos mais frequentemente utilizados como agentes de controlo biológico, sendo usados para controlar diversas pragas agrícolas e florestais, entre as quais de incluem diversos lepidópteros (borboletas diurnas e nocturnas). Os parasitoides mais utilizados são entomófagos, organismos que se alimentam de insectos.
Do ponto de vista do agricultou ou do hortofloricultor, os grupos mais importantes são as pequenas vespas da superfamília Ichneumonoidea, que predam principalmente sobre as lagartas de borboleta e traças, e as vespas da família Braconidae, que atacam lagartas e uma larga gama de outros insectos, incluindo múltiplas espécies de afídeos (Aphidoidea). Outro grupo particularmente interessante são as vespas da superfamília Chalcidoidea, que parasitam ovos e larvas de afídeos, moscas-brancas, lagarta-das-couves e múltiplos tipos de cochonilhas. Também as moscas da família Tachinidae, que parasitam uma vasta gama de espécies de insectos, incluindo lagartas e formas larvais e adultos de diversos escaravelhos e hemípteros.
Contudo, os parasitoides mais usados são espécies do género Trichogramma (Chalcidoidea), por serem organismo que têm facilidade em se adaptar em qualquer região do mundo e são parasitoides altamente especializados e eficientes, usados para parasitar ovos de pragas do milho, arroz, soja, cana-de-açúcar, sorgo, algodão, beterraba, tomate, florestas, pomares, hortaliças, oliveira, banana, mandioca e plantas ornamentais. O factor físico que tem maior influência no sucesso biológico do Trichogramma é a temperatura, a qual influencia a fecundidade, duração do ciclo de desenvolvimento, razão sexual, viabilidade e longevidade. Desse modo, para o controlo biológico ser eficaz é preciso que esses factores sejam monitorizados.
Entre os mais conhecidos de parasitoides de pragas agrícolas conta-se também a espécie Cotesia glomerata (Braconidae), um pequeno himenóptero que ataca principalmente borboletas da família Pieridae. Nesta espécie o acasalamento e a postura de ovos ocorre normalmente logo após a emersão dos adultos das respectivas pupas. Os ovos são depositados no interior das lagartas (normalmente no primeiro instar) num número que anda à volta dos 20 a 60 ovos por hospedeiro. Quando as larvas do himenóptero emergem para construir o seu casulo, isto significa a morte da lagarta. Numa determinada época do ano chegam a ser parasitadas 60-75% de lagartas da espécie Pieris brassicae (os dados referem-se à América do Norte). Outra espécie de borboleta que pode ser controlada com recurso a Cotesia glomerata é a borboleta nocturna Lymantria dispar (lagarta-do-sobreiro). O sobreiro (Quercus suber) é a espécie mais afetada por este lepidóptero. O ataque por parte das lagartas afecta o crescimento das árvores e provoca a perda da frutificação. No caso do sobreiro, e quando a desfolha é intensa, provoca falsos crescimentos na cortiça, diminuindo a sua qualidade e desaconselhando o descortiçamento. Quando a desfolha é intensa, as lagartas são obrigadas a deslocar-se para novas áreas de alimentação, atacando inúmeras espécies de plantas que encontram pelo caminho. Os parasitoides naturais desta espécie são um meio muito importante no controlo das suas populações.
Existem dois tipos de instalações comerciais de produção de parasitoides para controlo biológico: estruturas de produção diária funcionado a curto prazo, com elevadas produções diárias durante as épocas de pico das culturas a proteger; e estruturas de produção a longo prazo, de funcionamento permanente ou semi-permanente, com baixa produção diária, em geral disponibilizando 4-1000 milhões de fêmeas parasitoides por semana. As grandes estruturas industriais de produção funcionam durante todo o ano, mas algumas estruturas funcionam apenas sazonalmente, com produção restrita à época de actividade das pragas a combater. Estas estruturas de produção ficam em muitos casos a considerável distância das estufas e dos campos onde os parasitoides são utilizados, e o transporte dos parasitoides entre a instalação de produção e o local de uso pode ser complexa e colocar problemas logísticos específicos. As condições de transporte podem ser demasiado quentes ou frias e mesmo as vibrações de aviões e camiões podem afectar adversamente os parasitoides ou os seus ovos ou outros propágulos.

## Literatura
- Nicholas F. Britton: Essential Mathematical Biology. Springer, London u. a. Springer, 2003, ISBN 1-85233-536-X (Springer Undergraduate Mathematics Series).
- S. B. Vinson: The behavior of parasitoids. In: G. A. Kerkut, L. I. Gilbert (Hrsg.): Comprehensive insect physiology, biochemistry and pharmacology. Volume 9: Behaviour. Pergamon Press, Oxford 1985, ISBN 0-08-030810-4, S. 417–469.
- Jeff Waage, D. Greathead (Hrsg.): Insect parasitoids. Academic Press, London 1986, ISBN 0-12-728900-3 (Symposia of the Royal Entomological Society of London 13).
- Alexander Wudtke, (http://www.alice-dsl.net/wudtke/html/publikationen.html) et al. (1997) Wer sucht der findet: Parasitoide und Vorratsschädlinge, Filmbeitrag in: Abstracts Mitt. dt. Ges. allgem. Angew. Ent. - Tagung Bayreuth, Sek. 14